# Armenisches Staatliches Institut für Körperkultur und Sport

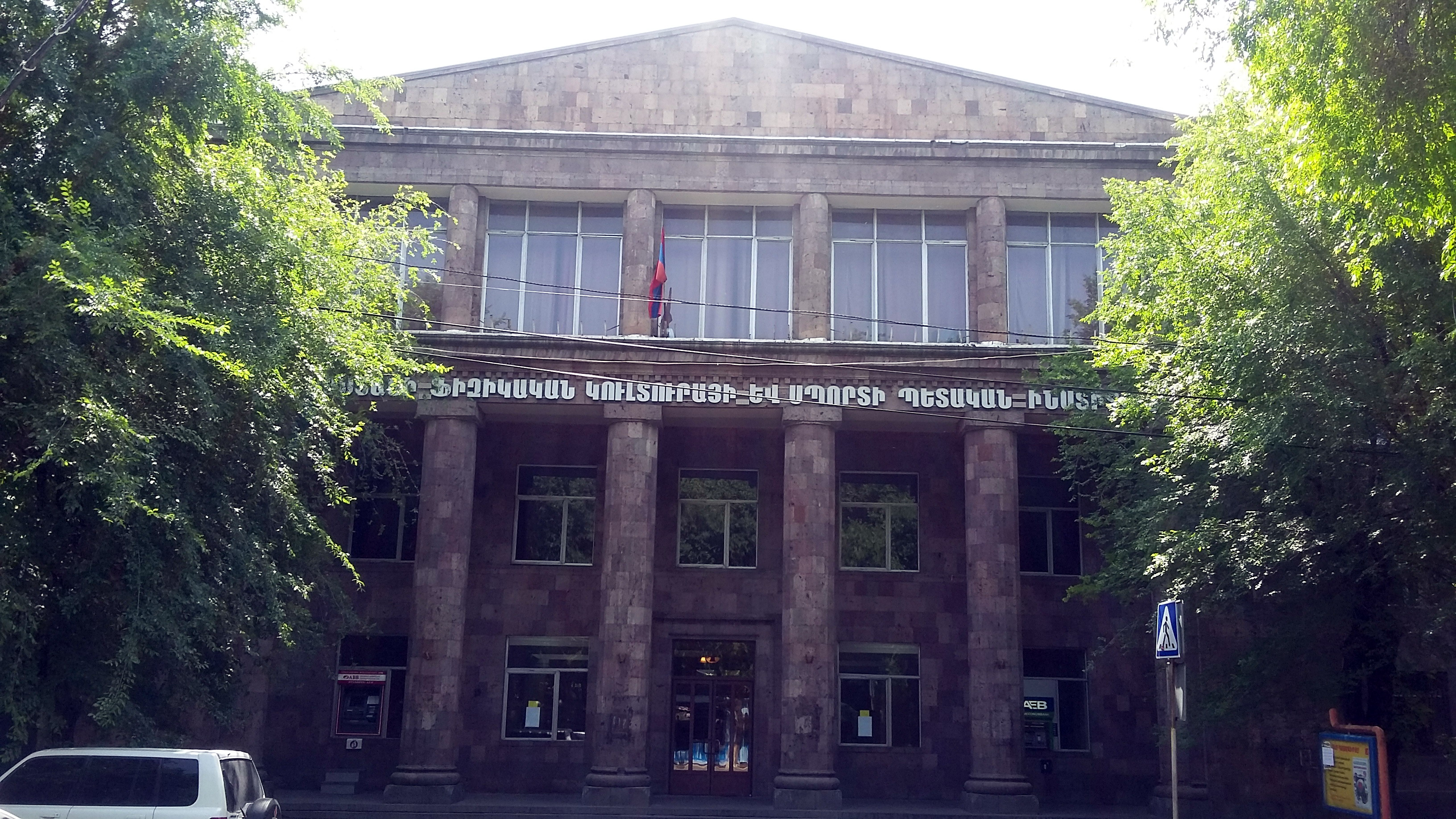
Hochschulgebäude (2019)

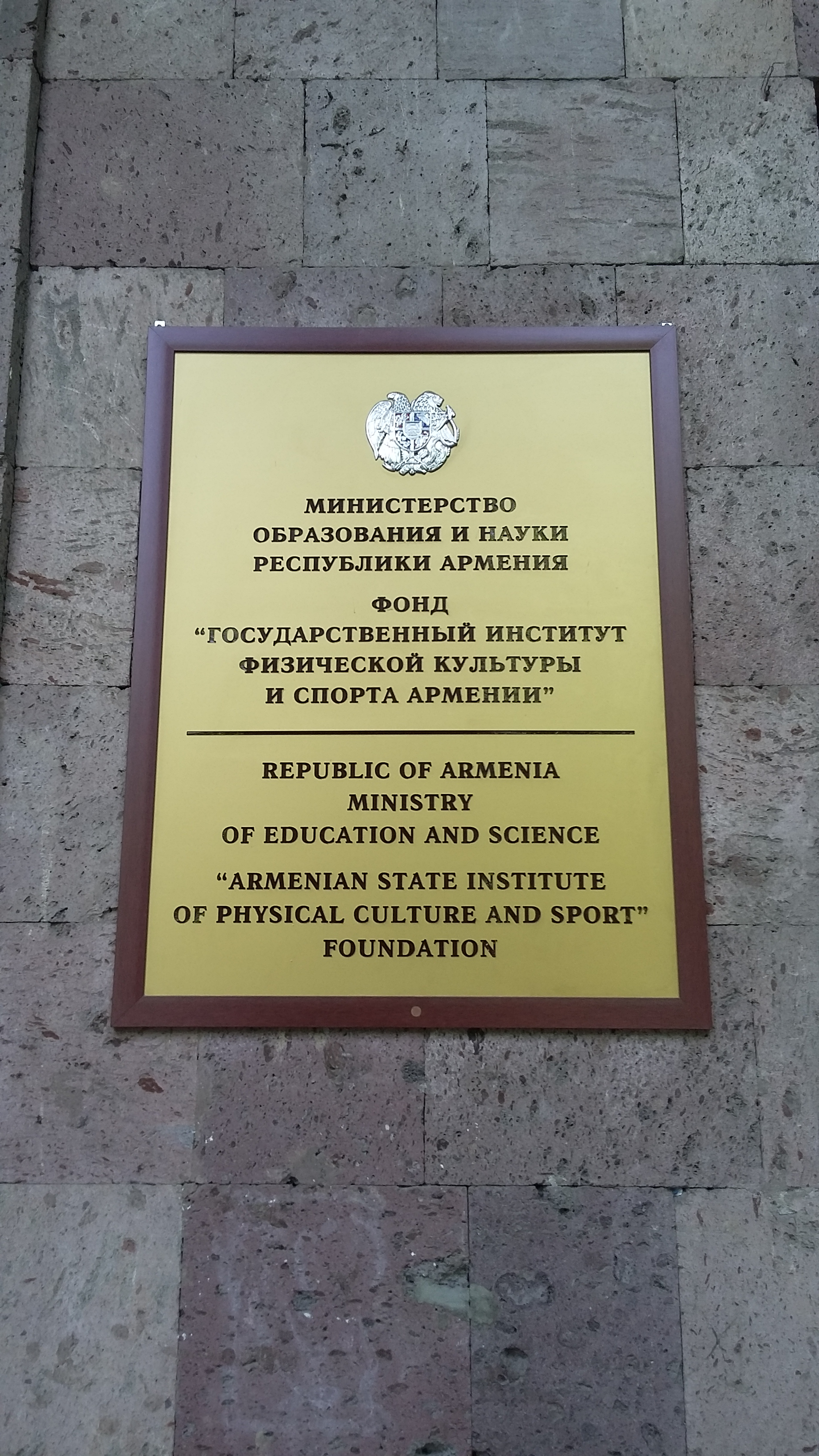
Wandtafel am Institutsgebäude (2019)

Das Armenische Staatliche Institut für Körperkultur und Sport (ASIPCS) (armenisch Հայաստանի ֆիզիկական կուլտուրայի և սպորտի պետական ինստիտուտ; englisch Armenian State Institute of Physical Culture and Sport) ist ein staatliches Institut für Sportwissenschaften, Sportpädagogik und verwandte Fächer in Jerewan, der Hauptstadt von Armenien.

## Geschichte
Das Institut wurde am 21. Juli 1945 gegründet. Erster Rektor wurde Hajk Parsadanjan, gefolgt von Aghasi Tschartschoghljan, Loris Kalaschjan, Hratsch Topoljan, Robert Galstjan und nach 1998 Wahram Arakeljan. Seit dem 2. September 2019 ist Davit Chitarjan Rektor des Instituts.
Mehrere Studenten und Alumni des Instituts gewannen Gold-, Silber- und Bronzemedaillen bei Olympischen Spielen oder gewannen im Schach die Mannschaftsweltmeisterschaft und Schacholympiaden.

## Fakultäten
Das Institut verfügt (Stand 2019) über folgende Fakultäten und lehrende Abteilungen:
- Fakultät für Sportwissenschaften und Gesundheitstechnologien
- Fakultät für Sportpädagogik und -management
- Fernschul-Abteilung